# Isabel Clifton
Isabel Clifton (* 29. Mai 2002 in England) ist eine britische Schauspielerin.

## Leben und Karriere
Clifton wurde am 29. Mai 2002 in England geboren. Sie begann früh ihre Schauspielkarriere, als sie mit zehn Jahren an der Singer Stage School in Essex trainierte. Von 2015 bis 2020 spielte sie in der Fernsehserie Hetty Feather die Hauptrolle. Anschließend war sie 2018 in dem Kurzfilm Honey zu sehen. Unter anderem war sie in einer Folge in The Dumping Ground und in Eine lausige Hexe zu sehen.

## Filmografie
- 2015–2020: Hetty Feather (Fernsehserie)
- 2016: The Dumping Ground (Fernsehserie, 1 Episode)
- 2018: Honey (Kurzfilm)
- 2019:  Eine lausige Hexe (The Worst Witch, Fernsehserie, 1 Episode)